# Kanton Bern
Kanton Bern (nemško Bern, francosko Berne, italijansko in retoromansko Berna) je eden izmed 26 kantonov, ki tvorijo Švicarsko konfederacijo. Sestavljen je iz desetih okrožij, njegovo glavno mesto pa je Bern. Medved je heraldični simbol kantona, prikazan na rdeče-rumeni podlagi.
Bern je po površini in številu prebivalcev drugi največji kanton v državi. Leži v zahodno-osrednji Švici, obkroža pa ga enajst kantonov. Na severu meji na kanton Jura in kanton Solothurn. Na zahodu ležijo kanton Neuchâtel, kanton Fribourg in kanton Vaud. Na jugu leži kanton Valais. Vzhodno od kantona Bern ležijo kanton Uri, kanton Nidwalden, kanton Obwalden, kanton Luzern in Aargau. Geografija vključuje velik delež vseh treh naravnih regij Švice: Bernske Jure, Bernskega Mittellanda in Bernski Oberland.
Kanton Bern je dvojezičen, uradno nemško in francosko govoreč, prebivalcev pa je bilo konec leta 2022 1,05 milijona. Največje mesto, Bern, je tudi glavno mesto Švice. Drugi večji mesti sta Thun in Biel/Bienne. Kanton je znan tudi po številnih alpskih letoviščih, med njimi Interlaken in Gstaad.
Nekdaj del Svetega rimskega cesarstva je kanton Bern leta 1323 vstopil v zavezništvo s švicarskimi gozdnimi kantoni in se leta 1353 pridružil Stari švicarski konfederaciji.

## Zgodovina
Bern se je pridružil Stari švicarski konfederaciji leta 1353. Med letoma 1803 in 1814 je bil eden od šestih directorial cantons Napoleonske švicarske konfederacije.

### Prazgodovina
Najzgodnejše sledi človeške prisotnosti na območju sodobnega kantona najdemo v treh jamah v simentalski regiji; Schnurenloch pri Oberwilu, Ranggiloch nad Boltigenom in Chilchlihöhle nad Erlenbachom. Te jame so uporabljali v različnih časih v zadnji ledeni dobi. Prvo naselje na prostem na tem območju je zgornje paleolitsko naselje Moosbühl v Moosseedorfu. V toplejšem podnebju v obdobju mezolitika je naraščajoča gozdnatost omejevala gibanje lovcev, ribičev in nabiralcev. Njihova začasna naselja so bila zgrajena ob jezerskih in močvirnih robovih, ki so zaradi nihanja vodostaja ostala brez dreves. Pomembna mezolitska najdišča v kantonu so pri Pieterlenmoosu in jezeru Burgäschisee ter alpskih dolinah Diemtig in Simmental. V obdobju neolitika je bilo na obalah jezera Biel, Toteisbecken (Lobsigensee, Moossee, Burgäschisee in Inkwilersee) in ob rekah (Aare, Zihl) več naselij. Nekatere od teh krajev so del prazgodovinskih kolišč okoli Alp, ki so na Unescovem seznamu svetovne dediščine.
Eno najbolje raziskanih neolitskih najdišč je Twann (zdaj Twann-Tüscherz). V delti potoka Twannbach je bilo približno 25 vasi kulture Cortaillod in kulture Horgen, ki so obstajale med 3800 in 2950 pr. n. št. Eden najstarejših primerov kruha iz Švice, kvašeno testo iz leta 3560–3530 pred našim štetjem, je prišel iz ene od teh vasi.
Preprosti bakreni predmeti so bili v uporabi že v 4. tisočletju pred našim štetjem, vključno z bakreno buciko iz Lattrigena iz leta 3170 pr. n. št. in rezilom noža iz Twanna. Malo pred letom 2000 pred našim štetjem je na to območje vstopila proizvodnja brona in povzročila hiter razvoj. Naselja so se začela širiti v predalpsko in alpsko območje. Območje med jezerom Thun in Niedersimmental je bilo gosto naseljeno. Med arheološkimi najdbami so raztreseni predmeti vzdolž gorskih prelazov, utrjena naselja na hribu v Spiezbergu, Cholis Grind pri Saanenu in Pintel pri Wimmisu, skupaj s pokopališči v Thun-Allmendingenu, Einigenu in Hilterfingenu. Naselja pozne bronaste dobe (približno 1000–800 pr. n. št.) ob jezeru Biel (Mörigen, Vinelz) so dala veliko predmetov.

### Železna doba
V zgodnejši železni dobi so podnebne spremembe prisilile Halštatsko kulturo (800–450 pr. n. št.), da je opustila naselja ob številnih vodnih poteh in v dolinah ter se preselila na planote in v hribe. S povečanimi trgovinskimi stiki po Alpah je na tem območju naraščal kulturni vpliv sredozemske regije. Dokazi o tej trgovini vključujejo hidrijo, ki so jo odkrili v Grächwilu. V tem času so se pokopni obredi in družbeni razredi bolj razvili. Tako imenovani knežji grobovi so postali bolj pogosti, veliko nagrobnih gomil je bilo v premeru več kot 30 m in visokih 4 m ter bogato opremljeno s grobnimi pridatki. V grobni gomili v Bützbergu je prvemu pokopu v gomili sledilo še nekaj kasnejših pokopov. Pogosto je več grobnih gomil skupaj postalo nekropola, na primer v Grossaffolternu, Insu, Bannwilu, Langenthalu in Bützbergu. Večina znanja o halštatski kulturi v kantonu prihaja iz grobov. Edino odkrito naselje je okoli cerkve Blanche v La Neuvevilleu.
Grobni predmeti kažejo, da so železo kovali v meče, bodala, vrhove sulic, nože in pribor za vozove. Iz zlata, ki so ga verjetno zbirali iz rečnega peska, so naredili diademe, prstane in obeske. Tanke bronaste plošče za roke, noge in vrat z geometrijskimi vzorci so bile pogosto pokopane, zlasti v grobovih v Allenlüftenu v Mühlebergu, na Insu in v Bützbergu. Nakit, ki so ga pokopali, so bile zapestnice in prstani, ki so bili prav tako narejeni iz gagata (trd smolnat rjavi premog, ki se da polirat) in lignitnega premoga. V Münchringenu so nagrobno keramiko oblikovali ročno ali na lončarskem kolesu in jo poslikali z večbarvnim okrasjem.
Na prehod v pozno železno dobo Latenske kulture (450–1. st. pr. n. št.) kaže nenadna sprememba sloga v kovinski in keramični industriji. Številni grobovi (iz neznanih naselij), skupaj z dvema oppidumoma pri Bern-Engehalbinselu in Jensbergu pri Studnu, zaznamujejo populacijska središča v pozni železni dobi. Zlati kovanci (iz Melchnaua) skupaj s srebrnimi in bronastimi kovanci se prvič začnejo pojavljati v tej dobi. Meč z grškimi črkami, na katerem je pisalo, da je Korisios bil najden na mestu Port. V oppidumu v Bernu-Engehalbinselu so bili ateljeji za proizvodnjo stekla in keramike, obdelava železa pa je dosegla visoko stopnjo spretnosti, skupaj z obrtniki, ki so delali v lesu, usnju in zlatarstvu. V gozdu Bremgarten je bil bližnji bogoslužni prostor ter pokopališča v Münsingenu in Bern-Engehalbinsel.

### Rimska doba
Po zmagi rimske vojske v bitki pri Bibracteju leta 58 pr. n. št. so Helvete prisilili, da so se vrnili na svoje domove kot Rimljani. Pod vse večjim vplivom Rima sta lokalno gospodarstvo in trgovina cvetela. Glavna naselja so ležala ob vznožju Jure in na Mittellandu.
Razširjene so bile obstoječe ceste, zlasti ceste Aventicum-Vindonissa in Petinesca-Augusta Raurica. Tradicionalnim trem alpskim prelazom Grimsel, Brünig in Susten, je bil dodan še četrti prelaz Rawil. V Bernski Juri sta se odprla prelaza Mont Raimeux in Pierre Pertuis.
Pod Rimljani so bili številni stari utrjeni kraji razširjeni in prenovljeni. Stari Helvetii oppidum na Engehalbinselu je postal rimski vicus (vas), ki je bil verjetno znan kot Brenodor ali Brenodurum. Ob vznožju gore Jens je bila zgrajena utrdba Petinesca, ki je varovala ceste čez Juro. To je bilo v pozni rimski dobi (368–369 n. št.) okrepljeno z utrjenim mostom čez reko Thielle / Zihl med Aegertenom in Brüggom.
Okoli kantona so bile zgrajene številne rimske vile. V kraju Oberwichtrach sta bila odkrita glavna stavba (pars urbana) in gospodarski del (pars rustica) rimske vile. Vile v Münsingenu, Toffnu in Herzogenbuchseeju imajo bogate podrobne rimske mozaike, ki so še vedno delno vidni.
Verske prakse lokalnega prebivalstva so se združile z rimskimi verovanji, kanton Bern pa je dom številnim edinstvenim kultnim središčem. To so kipi bogovv nadnaravni velikosti (vključno z ustoličenim Jupitrom) v Petinesci, Engehalbinselu in Thun-Allmendingenu in številne kamnite napise. Na začetku 5. stoletja našega štetja je Rim umaknil svoje čete iz Renskih garnizonov, vendar je Burgundom dovolil, da so se naselili na posestih Helvetov leta 443 n. št. 

### Zgodnji srednji vek
Vzhodno od Aare se je v zgodnjem srednjem veku prehod iz populacije, v kateri je prevladovala galo-rimska, v germansko populacijo zgodil razmeroma mirno. Izjema je bila bitka pri Wangenu leta 610, drugje pa je šlo na splošno za počasen proces kulturne infiltracije. Do 7. stoletja so alemanski naseljenci že zasedli večino dobrih lokacij jugovzhodno od reke Aare in so se začeli seliti po reki v območja jezera Thun in Brienz. Vsa območja zahodno od reke Aare so pripadala romaniziranemu burgundskemu kraljestvu, ki je postalo del merovinškega frankovskega kraljestva leta 534. Med karolinško dobo se je politična struktura Frankov razširila na dele Švice. Leta 762/778 je bila ustanovljena grofija Aargau, leta 861 grofija Oberaargau in leta 965 okrožje Bargen. Verdunska pogodba iz leta 843 je postavila mejo med osrednjim in vzhodnim frankovskim cesarstvom na območju reke Aare in regijo razdelila na polovico. Prebivalstvo zahodno od reke Aare je na splošno govorilo romanski jezik, prebivalci na vzhodu pa so govorili germanski jezik. Območje med rekama Saane in Aare je postalo jezikovna meja.
Krščanstvo se je počasi širilo v dolino reke Aare. Škofije Lozana, Basel, Sion, Chur in Konstanca so bile ustanovljene, preden je nova vera vdrla v dolino. Dolina Aare je mejila na tri škofije; Lozana, Konstanca in Basel. Vendar so prvi krščanski misijonarji prišli v dolino iz Alzacije in drugih zahodnih območij. Leta 630 je opatija Luxeuil ustanovila opatijo Moutier-Grandval po stari tranzitni poti preko prelaza Pierre Pertuis. Do 9. ali 10. stoletja je imela ta opatija lastnost in vpliv vse do Bielskega jezera in doline Balsthal. Tudi prve samostanske celice nekdanje opatije Saint-Imier so bile ustanovljene leta 600. V dolinah Seeland in Aare so bile lesene cerkve prvič zgrajene v obdobju Merovingov. Sedanje cerkve v Kirchlindachu, Oberwil bei Burenu in Bleibachu so bile zgrajene nad ruševinami teh zgodnjih cerkva. Približno 30 cerkva v predelih Berna in Solothurna v dolini Aare je bilo ustvarjenih nad ruševinami rimskih vil in poznejših pokopališč v 7. stoletju (vključno z Meikirchom in Oberbippom). V Mettu je bila cerkev zgrajena nad mavzolejem iz 5. stoletja, ki je bil zgrajen nad grobnico iz 4. stoletja. Leta 700 so na otoku svetega Petra ob rimskem kompleksu templjev pokopali šest sarkofagov. Nad kompleksom je bil v 8. – 9. stoletju zgrajen lesen samostan.

### Srednji vek
V 10. stoletju je dolina Aare v celoti prišla pod Arleško kraljestvo. Pod kraljem Rudolfom I. in njegovim sinom Rudolfom II. je vpliv Burgundije dosegel večino sodobne Švice. Ustanovili so kraljeva sodišča v Bümplizu, Münsingenu, Uetendorfu, Wimmisu, Kirchbergu in Utzenstorfu, da bi jim omogočili upravljanje doline Aare. Kasneje se je dolina Aare v času otonske in salijske rodbine približala Svetemu rimskemu cesarstvu.
Nasledstveni spor po smrti Rudolfa III. leta 1032 je salijskim kraljem omogočil, da si pridobijo kraljevino Zgornjo Burgundijo in z njo dolino Aare. Kot del Svetega rimskega cesarstva je bila dolina vključena, ko je leta 1056 izbruhnil investiturni boj. Leta 1077 se je burgundski regent grof Rudolf Rheinfeldški razglasil za proti kralja proti kralju Henriku IV. Baselskrm. Lozanski škofje so ostali zvesti kralju Henriku IV. in zavzeli posesti Rheinfelden v Oberaargau in zgornjo dolino Aare. Po Rudolfovi smrti leta 1090 je njegova posest pripadla njegovemu sinu Berchtoldu II. Zähringenu. Skupaj s sinom Berchtoldom III. je skušal te dežele razširiti. Leta 1127 so bili Zähringerji imenovani za rektorja ali delegata kralja v Burgundiji. Njihovi upi na novo, neodvisno Burgundijo so se razblinili leta 1156 in zadnji grof Zähringen Berchtold V. se je lotil programa ustanovitve mesta. Mesta Burgdorf, Murten, Thun in Bern je ustanovil Berchtold V. Ko je umrl brez dediča, so posesti Zähringenov prešle k rodbini Kyburg, pisarne in fevdi pa so se vrnili v cesarstvoj.
V visokem srednjem veku sta bili dolina Aare in bernski Oberland razdeljena na številne majhne grofije, vsaka s svojim baronom. Plemiči Svetega rimskega cesarstva so se začeli ženiti z lokalnimi plemiškimi družinami in številni ministeriali družine Zähringen (nesvobodni vitezi v službi fevdnega gospodarja) so se preselili v Oberland. Plemiči so začeli ustanavljati tudi samostane, s katerimi so svojo moč v Oberland širili. V obdobju med 1070 in 1150 so lokalni plemiči ustanovili vsaj deset velikih samostanov. To so: [[Cluny (opatija)|samostan Cluny], samostan] Rüeggisberg (gospodje Rümligen leta 1072), Münchenwiler (družina Wiler leta 1080), Otok sv. Petra (grof Hochburgund-Mâcon v poznem 11. stoletju), Hettiswil (1107), Röthenbach im Emmental (Rümligenski gospodarji ali Signau), benediktinski samostan St. Johannsen v Erlachu (družina Fenis leta 1100), Trub (gospodje Lützelflüh pred letom 1130) in Rüegsau (morda tudi gospodje Lützelflüh v prvi polovici 12. stoletja), avguštinska cerkev v Interlaknu (družina Oberhofen leta 1130) in cistercijanska opatija Frienisberg (grof Saugern okoli leta 1130). Vendar so se leta 1191 oberlandski baroni uprli Berchtoldu V. Zähringenu in veliko baronov je bilo ubitih v bitki pri Grindelwaldu.
V 13. stoletju so številna mesta v bližini Berna dobila mestne pravice in imenovala župane in mestne svete. Bern je postal svobodno cesarsko mesto. Sredi 13. stoletja je prisotnost cesarstva v dolini Aare oslabela, kar je prisililo lokalne plemiče, da so našli zaveznike, da bi se zaščitili. Bern je s svojimi sosedi v 13. stoletju sklenil številne pogodbe. Leta 1274 je cesar Rudolf I. Habsburški potrdil Bernu cesarsko neposrednost. Vendar je leta 1285 uvedel cesarski davek, ki je mesto potisnil v naročje Rudolfovim sovražnikom. Čeprav se je leta 1288 mesto ubranilo dveh obleganj cesarja, je moralo po porazu pri Schosshaldeju leta 1289 plačati davke in kazen.
Leta 1298 so bernske sile pri Oberwangnu v Könizu zmagale proti grofiji Savoy in habsburškemu avstrijskemu plemstvu. Leta 1300 je mesto pridobilo štiri okoliške župnije Bolligen, Vechigen, Stettlen in Muri, uničilo grozeča gradova Bremgarten in Belp ter baronu Montenachu podelilo bernsko državljanstvo. Po zmagi Ludvika IV. Bavarskega nad habsburškim Friderikom Lepim v bitki pri Mühldorfu (Bavarska) leta 1322 je Bern leta 1323 vstopil v zavezništvo s protihabsburškimi švicarskimi gozdnimi kantoni.

### Stara švicarska konfederacija
Bern se je pridružil Stari švicarski konfederaciji leta 1353.

#### 14. stoletje
Leta 1310 je cesar Henrik VII. zastavil grad Laupen, Laupen in okoliške posesti kot zavarovanje posojila. Leta 1324 je Bern pridobil zastavljeni grad in zemljišča. Ko cesar ni mogel odplačati posojila, je Laupen postal prvi Ballei (upravno okrožje ali provinco viteškega reda) v Bernu.
Leta 1322 sta se brata Eberhard II. iz Neu-Kyburga in Hartmann II. iz Neu-Kyburga začela boriti med seboj, kdo bo podedoval družinske posesti okoli Thuna. Boji so privedli do bratomora na gradu Thun, kjer je Eberhard ubil svojega brata Hartmanna. Da bi se izognil kazni habsburških vladarjev, je Eberhard pobegnil v Bern. V naslednjem letu je Bernu prodal mesto Thun, njegov grad in posesti, ki so obdajala Thun. Bern je nato zemljišče vrnil Eberhardu kot fevd. Podpora Berna Eberhardu, posledična širitev na Oberland in zavezništvo z gozdnimi kantoni so v 14. stoletju pripeljali mesto do konflikta s Habsburžani. Vojna Gümmenenkrieg leta 1333 med Bernom in Friburgom zaradi pravic in vpliva na območju Sense / Singine se je končala, ne da bi karkoli rešila.
Leta 1334 se je Bern boril z baroni Weissenburg in zasedel Wimmis in Unspunnen v Oberlandu. Zmaga Berna jim je omogočila, da so pod svoj nadzor postavili regijo Oberhasli, njeno glavno mesto Meiringen in Weissenburg. Nadaljnja širitev Berna je šla na račun fevdalcev v okoliških deželah. Leta 1339 so Habsburžani, Kyburgi in Fribourg s 17.000 moškimi vkorakali proti Bernu in oblegali obmejno mesto Laupen. Za obrambo je Bern zbral 6000 vojakov, sestavljenih iz Berncev, ki so jih podpirali gozdni kantoni in drugih zaveznikov (Simmental, Weissenbur in Oberhasli). Zavezniške bernske sile so zmagale v bitki pri Laupenu in Bern se je približal švicarskim gozdnim kantonom. Stalno ali večno zavezništvo je sklenil z Urijem, Schwyzom in Unterwaldenom leta 1353. Ta datum se običajno šteje za datum vstopa Berna v Švicarsko konfederacijo, vendar je zavezništvo Berna le posredno vezalo na Zürich in Luzern.
Leta 1358 je grof Peter II. Aarbergški zastavil grofijo Aarberg Bernu. Vendar jo je leta 1367 brez poplačila Berna prodal bratrancu Rudolfu IV. Po Rudolfovi smrti (1375) je Bern od drugih dedičev pridobil jasno pravico do dežele Aarberg.
V 14. stoletju je Bern sklenil zavezništva in pogodbe s številnimi sosedami, vključno s člani Švicarske konfederacije. Bern je z Biel / Bienne sklenil vrsto sporazumov, ki so v letih 1367–68 privedli do konflikta z Bielovim vladarjem Jeanom de Viennejem, baselskim škofom. Škof je stopil proti jugu in uničil Biel ter številna mesta na jugu Jure. Med Guglerjevo vojno leta 1375 je bilo več vojn med bernskimi četami in angleškimi plačanci pod vodstvom Enguerranda de Coucyja.
Do 1370-ih so bili Kyburgi (ki so še vedno imeli Thun kot fevd za Bern) globoko zadolženi pri Bernu. 11. novembra 1382 je Rudolf II. Neu-Kyburgški neuspešno napadel Solothurn. Konflikt s Staro švicarsko konfederacijo (znan kot Burgdorferkrieg ali Kyburgerkrieg) je Bernu omogočil, da se je premaknil proti Habsburžanom v Aargauu. Potem ko so Bernci oblegali Burgdorf, je bil Neu-Kyburg prisiljen priznati neugoden mir. Bern je kupil Thun in Burgdorf, najpomembnejši mesti Neu-Kyburgov, njihova preostala mesta pa so leta 1408 prešla k Bernu in Solothurnu. Zadnji izmed Neu-Kyburgov, Berchtold, je umrl v Bernu leta 1417.
Leta 1386 so Avstrijci pod vodstvom Leopolda Habsburškega napadli vzhodno Švico. Ko so oblegali mesto Sempach, so čete iz Züricha, Luzerna in gozdnih kantonov v bitki pri Sempachu krenile proti Avstrijcem. Medtem ko Bern ni sodeloval pri Sempachu, so leta 1386 izkoristili avstrijsko slabost, da bi vkorakali v Oberland, nato pa Seeland (regija južno od gorovja Jura, ki vsebuje jezera Morat (Murten), Neuchâtel in Bienne (Biel)) leta 1388 in Aargau leta 1389. V mirovnem sporazumu iz leta 1389 je Bern od Habsburžanov dobil Unterseen in dolino Zgornje Simme (Simmental). Istega leta je Fribourg sprejel Bernov prevzem Iselgausa, to je območja med Bielskim jezerom in Seelandom. V naslednjih nekaj desetletjih se je Bern še naprej širil na škodo Habsburžanov in Friburga. Pridobili so naslednja mesta: 1391 Simmenegg, 1399 Signau, 1400 Frutigen, 1407 Wangen, 1408 Trachselwald in Huttwil, 1412 Oltigen in leta 1413 (skupaj s Solothurnom) Bipp in Bechburg.

#### 15. stoletje
Do leta 1400 je Bern nadzoroval celoten bernski Oberland. Pod njihovim nadzorom je pet dolin Oberlanda uživalo obsežne pravice in daljnosežno avtonomijo v Bäuertenu (kmetijske zadružne občine) in Talverbändenu (podeželske alpske skupnosti). Vendar se je Oberland v poznem srednjem veku kot celota ali delno večkrat uprl bernski oblasti. Zla liga (Böser Bund) se je leta 1445 borila proti bernski vojaški službi in davkom po stari züriški vojni, leta 1528 se je Oberland dvignil v odporu proti protestantski reformaciji in leta 1641 se je uprl Thun.
Na bernskem Oberlandu je v 13. in na začetku 14. stoletja samostan Interlaken postal največji posestnik v regiji. Samostan je nadzoroval mesta Grindlewald, Lauterbrunnen in številne kmetije ob jezeru Brienz. Vendar pa je leta 1350 obdobje kriz in sporov privedlo do upada števila menihov in redovnic in vse večjega dolga. Leta 1348 so se prebivalci Grindelwalda in Wilderswila pridružili vzajemni obrambni ligi z Unterwaldenom. Bern se je odzval z vojaško odpravo na Bernski Oberland, ki se je končala z porazom za Unterwalden in njegove zaveznike. Do leta 1472 je bil Bern pokrovitelj samostana. Med protestantsko reformacijo je bil samostan leta 1528 sekulariziran. Kanoniki so prejeli finančno poravnavo,  nepremičnine je zdaj upravljal bernski sodni izvršitelj. Najemniki samostana, ki so pričakovali ukinitev vseh dolgov, so se odzvali z nemiri, ki jih je Bern zatrl.
Dežele okoli severne obale Ženevskega jezera in med  Neuchâtelskim jezerom so bila naslednje območje, v katerega se je razširil Bern. Regija je bila prvotno del Karolinškega cesarstva. Potem so leta 1032 nemški Zähringeni premagali Burgundce, so jih nato leta 1218 zamenjali savojski grofje. Pod grofijo Savoy je območje dobilo politično enotnost in postalo Baronija Vaud. Ker pa je moč Savojejev v začetku 15. stoletja upadala, so deželo zasedle čete iz Berna. Do leta 1536 je bilo območje popolnoma priključeno. Reformacijo so začeli sodelavci Jeana Calvina, vključno z Viret, ki je sodeloval v slavni razpravi v stolnici v Lozani; vendar je bila dokončno uresničena šele, ko je Bern dal vse sile v to. Vaud je bila še ena francosko govoreča regija v večinoma nemško govorečem kantonu, kar je povzročilo več uporov.
Tako Château-d'Œx kot Saanen sta bili del okrožja Gruyère. Obe okrožji sta imeli kar nekaj neodvisnosti in sta pogosto sklepali pogodbe proti volji in največji koristi grofov. Leta 1340 je dolina Saanen sklenila mirovno pogodbo s Simmentalom, ki je predvidevala arbitražo v sporih. Leta 1393 so z Valaisi sklenili drugo pogodbo. Leta 1401 je grof Rudolf Gruyèrski z Bernom sklenil pogodbo, ki je vključevala Saanen. Dve leti kasneje sta se Saanen in Château-d'Œx  pogajala za lastna zavezništva z Bernom. Zaradi bernske zveze je Saanen poslal vojake pod lastno zastavo, da podprejo bernske invazije na Aargau leta 1415 in Valais leta 1418. Zaradi vojaških izgub in davkov po stari züriški vojni je Saanen podprl Zlo ligo (Böser Bund) leta 1445 proti Bernu.
Leta 1475 so med burgundskimi vojnami gorski predeli Saanen in Pays-d'Enhaut, ki so bili povezani z Bernom, napadli in požgali stolp gradu Aigle. Nato so mesto Aigle in okoliško okrožje dali Bernu v zameno, da Bernu ni bilo treba plačati tretjine dohodka. V pogodbi iz Friburga iz leta 1476 je Fribourg dobil pravice nad okrožjem Aigle, ki so ga Bernu predali leta 1483. Bern je grad Aigle leta 1489 obnovil in ga postavil kot sedež izvršitelja v Aiglu. Tudi leta 1475 je Konfederacija napadla in zavzela grad Grandson. V naslednjem letu je Karel Drzni ponovno zavzel grad in pobil bernsko posadko. Leta 1476 so se v bitki pri Grandsonu Karlove sile umaknile in Bernčani so Grandson ponovno pridobili. Po Karlovem porazu v bitki pri Murtenu je Grandson postal skupno ozemlje med Bernom in Fribourgom. Vsako mesto je imenovalo vogta za petletno obdobje. Aigle in Grandson sta bili prvi francosko govoreči regiji v kantonu Bern.
Med burgundsko vojno leta 1475 je Saanen skupaj z vojaki iz Château-d'Œxa in Simmentala zavzel savojsko okrožje Aigle za Bern. Saanen in okoliško okrožje so v 16. stoletju uživali veliko neodvisnost. Leta 1555 pa je zadnji grof Gruyère izgubil obe okrožji proti Bernu, ko je njegova grofija bankrotirala. Bern je naslednje leto prevzel celotno dolino Saanen in uvedel protestantsko reformacijo. Pays-d'Enhaut s Château-d'Œxom so vključili v novo bernsko okrožje Saanen.

#### Pridobljeni okraji
Območje kantona Bern sestavljajo ozemlja, ki jih je mesto Bern pridobilo večinoma med 14. in 16. stoletjem v obdobju originalne Švicarske konfederacije, tako z osvajanjem kot z nakupom.
Pridobljena okrožja z datumi prevzema so:
- Laupen (1324)
- Oberhasli (1334)
- Aarberg (1375)
- Thun in Burgdorf (1384)
- Unterseen in zgornja dolina Simme (1386)
- Frutigen in druga mesta v Bernskem Oberlandu (1400)
- Aargau (1415)
- Spodnja dolina Simme (1439–1449)
- Aigle in Grandson (1475)
- Interlaken z Grindelwaldom, Lauterbrunenn in Brienz (1528, vse ukinjeni avguštinski kanoniki v samostanu Interlaken)
- Vaud (1536)
- Saanen ali Gessenay (1555)
- Pays d'En-Haut, vključno z Château-d'Œx (1555)
- Köniz (1729).

### Socialne spremembe v zgodnjem sodobnem Bernu
V srednjem veku je bila mobilnost navzgor in dostop do javnih pisarn razmeroma enostavna za uspešne trgovce in obrtnike, toda bernska družba je z naraščanjem moči in bogastva mesta postajala vse bolj razslojena in aristokratska.
Do 17. stoletja v zgodnjem modernem obdobju je državljanstvo postalo podedovana pravica, vsi politični organi so se med seboj izvolili in uradniki so bili izvoljeni za vse življenje. Dejansko so bili javni uradi izključna pristojnost gnädige Herren (milostiva gospoda), kot se je imenovalo majhno število plemiških družin, ki so zdaj vladale v Bernu. Leta 1605 je bilo 152 družin, ki so bile usposobljene za vladanje, do leta 1691 je bilo le 104, proti koncu 18. stoletja pa je bilo le 69 takih družin. Medtem se je dežela, ki ji je vladalo mesto, raztezala na vedno več ozemljih, tako da je nazadnje urejala 52 ballei (območje pristojnosti sodnega izvršitelja). Te pisarne so postale zelo donosne, ko so rasla bernska ozemlja. Patricij' Landvögte - šerifi -  so vladali politično nemočnemu podeželju in pogosto uporabljali oboroženo silo, da so zatrli kmečke upore.
V Vaudu bernska okupacija med prebivalstvom ni bila priljubljena. Leta 1723 je major Abraham Davel vodil upor proti Bernu v znak protesta zaradi tega, kar je videl kot zanikanje političnih pravic francosko govorečih Vaudovčani s strani nemško govorečih Bernčanov, nato pa je bil obglavljen.

### Napoleonsko obdobje
Po navdihu francoske revolucije so v Vaudu leta 1798 pregnali bernskega guvernerja in razglasili Lemansko republiko. Vaudski nacionalisti, kot je Frédéric-César de La Harpe, so pozvali k francoski intervenciji pri osvoboditvi območja in francoske revolucionarne enote so se vselile, pri tem pa prevzele celotno Švico in ustanovile Helvetsko republiko.
Leta 1798 je bil kanton Bern z ustanovitvijo Helvetske republike razdeljen, kanton Oberland z glavnim mestom Thun in kanton Léman z Lozano kot glavnim mestom sta bila ločena od tistega, kar je ostalo od kantona Bern.
V novem kantonu Oberland zgodovinske meje in tradicionalne pravice niso bile upoštevane. Ker med konzervativnimi prebivalci še ni bilo nobenega separatističnega občutka, je bilo malo novega navdušenja nad novim redom. Razmere v kantonu Léman so bile povsem drugačne. Francosko govoreči Vaudovčani se nikoli niso počutil kot del nemško govorečega kantona Bern. Ko so se leta 1803 pridružili Švicarski konfederaciji, je bilo kot kanton Vaud.
Pod Helvetsko republiko je Pays-d'Enhaut s Château-d'Œxom postal del kantona Léman, medtem ko so Saanen in preostali del okrožja postali del kantona Oberland. Ko je Helvetska republika leta 1803 propadla, je Saanen z okrožjem postal okrožje v novem kantonu Bern, medtem ko se je Château-d'Oex z okrožjem pridružil Vaudu.
Ustava Malmaison iz leta 1801 je predlagala ponovno združitev Oberlanda z Bernom, a šele a šele do zakona o posredovanju dve leti pozneje, z ukinitvijo Helvetske republike in delno obnovo Ancien Régime, sta se oba kantona ponovno združila.
Med letoma 1803 in 1814 je bil Bern eden od šestih directorial cantons Napoleonske švicarske konfederacije.

### Sodobna zgodovina
S post-Napoleonsko restavracijo leta 1815 je Bern pridobil Bernsko Juro z Biel / Bienne od škofije Basel, medtem ko je kanton Léman postal kanton Vaud in ostal ločen od Berna.
Bern je še vedno ostal največji kanton konfederacije od 1815 do 1979, ko so se deli Bernske Jure odcepili in oblikovali kanton Jura. Leta 1994 je bilo okrožje Laufen premeščeno v kanton Basel-Landschaft.

## Geografija
Zemljevidi majhnega obsega dajejo vtis, da kanton Bern meji na Francijo v kraju La Ferrière in je zato mejni kanton. Podrobni zemljevidi pa kažejo, da sta kantonska in državna meja oddaljena nekaj sto metrov. Bern je torej celinski kanton, odkar je bil leta 1994 izgubljen Laufental. Izklicana Münchenwiler in Clavaleyres obstajata še danes. Skupnost Schelten je s kantonom povezana samo preko ene točke. Steinhof je enklava kantona Solothurn, Wallenbuch enklava kantona Fribourg.
Kanton Bern odmaka predvsem reka Aare in njeni pritoki. Območje kantona je običajno razdeljeno na šest geografskih regij. Najbolj naseljeno območje je bernski  Mittelland na planoti severno od Alp z glavnim mestom Bern. Najsevernejši del kantona je Bernska Jura, ki meji na kanton Jura. Bernski Oberland je gorska regija, ki leži na jugu kantona.
Območje kantona je 5.959 km². Od tega je 6,9 % pozidanih (stavbe in prometnice), 42,6  kantona je kmetijskih zemljišč, 31,3  pa gozdnih. Manj kot 19,2 % se šteje za neproduktivne, kar vključuje ledenike, skalovje in jezera.

### Bernski Mittelland
Bernski Mittelland (Bern-Mittelland) sestavljajo dolina rek Aare, (Grosse) Emme, nekaj vznožja Bernskih Alp, pa tudi ravnina okoli prestolnice Bern, ima veliko majhnih kmetij in hribovitih gozdnatih regij z majhnimi do srednje velikimi mesti, razpršenimi po vsem območju. Tujci in obiskovalci ga morda najbolj poznajo po Emmentalu. Klasični švicarski sir z luknjami Emmentaler prihaja iz gozdov in pašnikov te regije v hribovitem in nizkogorskem podeželju v območju od 1000 do 2000 m.

### Regija treh jezer in Bernska Jura
Na severu kantona leži pretežno francosko govoreča regija treh jezer (Seeland), koncentrirana okoli jezer Biel, Neuchâtel in Murten, ki se dviga od ravnice do najsevernejše švicarske gorske verige Jure. To območje, ki se konča pri Chasseralu, ima bolj sproščeno geografijo, čeprav še vedno nekaj nižjih gora in nekaj slapov ter velika jezera.

### Bernski Oberland
Bernski Oberland (nemško Berner Oberland) predstavlja severno stran Bernskih Alp in zahodno stran Uri Alp znotraj kantona Bern. Najvišja gora v Bernskih Alpah je Finsteraarhorn s 4274 metri, najbolj znane gore pa so Eiger, Mönch in Jungfrau.
Znana pohodniška in smučarka letovišča na vzhodu Oberlanda so okoli Interlakna in Jungfrau, kot sta Mürren in Wengen, brez avtomobilov v dolini Lauterbrunnen in Grindelwald. Vzhodneje, v Haslitalu, sta soteska Aareschlucht in mesto Meiringen, ki slovi po usodnem prizoru 'smrti' Sherlocka Holmesa v rokah profesorja Moriartyja na bližnjih slapovih Reichenbach. V zahodnem Bernskem Oberlandu so številna druga letovišča in majhne vasice, ki skrbijo za obiskovalce. Do njih se dostopa iz jezerskega mesta Thun, med katerimi sta najpomembnejša Kandersteg z Oeschinensee in Adelboden. Dalje zahodno je Simmental z Lenkom in Zweisimmenom ter Saanenland z znamenitima letoviščema Gstaad in Saanen.
Celotno območje je zelo gorsko, s strmimi pečinami, številnimi ledeniki in neštetimi slapovi. Slovi po slikoviti lepoti in šarmu majhnih švicarskih vasic, ki se nahajajo na območju. Kot rezultat tega je turizem eden glavnih virov dohodka v Bernskem Oberlandu. Regija ima tudi razvejano železniško mrežo ter številne žičnice in vzpenjače, z najvišjo železniško postajo v Evropi, Jungfraujoch in najdaljšo žičnico gondolo na svetu od Grindelwalda do Männlichena.
Gore v Bernskem Oberlandu so med drugimi:
| - Finsteraarhorn – 4274 m - Jungfrau – 4158 m - Mönch – 4107 m - Schreckhorn – 4078 m - Eiger – 3969 m - Wetterhorn – 3698 m - Blümlisalp – 3664 m - Sustenhorn – 3503 m - Wildhorn – 3248 m - Schilthorn - 2971 m |

## Demografija
Kanton Bern je dvojezičen: (od leta 2014) se govori tako nemško (85,1 % prebivalstva) kot francosko (10,4 %). Nemško govoreča večina govori bernsko nemško, švicarsko nemško narečje. Francosko govoreči živijo v zahodnem in severnem delu kantona, Bernski Juri. V dvojezičnem okrožju Biel / Bienne govorijo tako nemško kot francosko. V kantonalni vladi in upravi sta oba jezika uradna jezika z enakim položajem.
V Bernu (od decembra 2019) živi 1.039.474 prebivalcev. Od leta 2014 je 15,0 % prebivalstva tujih državljanov s stalnim prebivališčem. V zadnjih 4 letih (2010–2014) se je število prebivalstva spremenilo po stopnji 3,0 %. Večina prebivalstva (od leta 2000) kot prvi jezik govori nemško (804.190 ali 84,0 %), francoščina je drugi najpogostejši (72.646 ali 7,6 %), italijanščina pa tretji (18.908 ali 2,0 %). 688 ljudi govori retoromanščino. Na podlagi nove metodologije popisa leta 2014 se je odstotek nemško govorečih prebivalcev povečal na 85,1 %, francosko govorečih na 10,4 % in italijansko govorečih na 3,1 %. Število govorcev retoromanščine je bilo premajhno za natančno oceno, vendar je bilo približno 0,1 %. Popis je tudi poročal, da 2,9 % prebivalstva govori angleško kot svoj materni jezik. Anketiranci so lahko izbrali do tri materne jezike, kar je skupno doseglo nad 100 %.
Od leta 2014 je bilo v kantonu 454.000 zasebnih gospodinjstev in povprečno 2,2 osebe na gospodinjstvo. Od leta 2013 je bila stopnja gradnje novih stanovanj 4,4 nove enote na 1000 prebivalcev.

## Gospodarstvo
Turizem je glavni vir dohodka v Bernskem Oberlandu. Drugi pomembni sektorji so kmetijstvo (zlasti govedoreja), sirarstvo in hidroelektrarne. Bernski sir Emmentaler je znan po vsem svetu. V regiji Bern-Mittelland je podeželje bolj rodovitno. Kmetijstvo je zelo pomembno, vendar je ta del kantona tudi najbolj industrializiran. Mala in srednje velika podjetja so pomembni delodajalci v tem delu kantona Bern. V Mühlebergu je jedrska elektrarna.
Območje okoli Bilskega jezera slovi po svoji proizvodnji vina. Tri francosko govoreča okrožja Bernske Jure in dvojezično okrožje Biel / Bienne so znani po svoji urarski industriji in mehanski industriji (visoko natančni obdelovalni stroji, avtomatizacija in obdelava).
Od leta 2015 je imel Bern stopnjo brezposelnosti 2,58 % v primerjavi s švicarskim državnim povprečjem 3,3 %. Od leta 2013 je bilo v primarnem gospodarskem sektorju zaposlenih 34.200 ljudi in v tem sektorju je sodelovalo približno 11.563 podjetij. V sekundarnem sektorju je bilo zaposlenih približno 132.800 ljudi, v tem sektorju pa je bilo 11.925 podjetij. V terciarnem sektorju je bilo zaposlenih približno 453.800 ljudi, v tem sektorju pa 55.347 podjetij.

### Turizem
{{za podroben seznam glej  }}
Kanton Bern je eden od treh glavnih turističnih kantonov v Švici. Šest velikih regij je značilnih za kanton Bern: Bernski Oberland z impozantno gorsko in jezersko pokrajino, gričevnati Emmental s čudovitimi cvetličnimi kmetijami, Oberaargau s polji in gozdovi, regija Bern-Mittelland z Unescovo svetovno dediščino - staro mestno jedro Bern, jezera in zelenjavna polja Seelanda ter francosko govoreča Bernska Jura z regijskim parkom Chasseral. 
Znane turistične destinacije so: Staro mesto Bern - Unescova svetovna dediščina, Zavarovano območje Jungfrau-Aletsch - Unescova svetovna naravna dediščina, Gstaad, Grindelwald, Interlaken, Adelboden.
Od junija 2011 so kolišča na jezeru Biel in Lobsig tudi del Unescove svetovne dediščine.